# Морено, Юлиан
Юлиан Морено (исп. Julian Moreno, OAR; 16 марта 1871, Риоха — 25 июля 1936, Мотриль, Андалусия) — блаженный Римско-католической церкви, священник, монах из католического монашеского ордена августинцев, мученик, публицист. Один из восьми мотрильских мучеников.

## Биография
В 1885 году вступил в монашеский орден августинцев. 18 мая 1894 года был рукоположён в сан священника, после чего был направлен на миссию на Филиппины, где служил в католических приходах святого Нарциза и святого Филиппа. В 1898 году вернулся в Испанию и четыре года спустя был направлен в Латинскую Америку на миссию в Колумбию, Панаму, Венесуэлу и Бразилию. После возвращения в Испанию служил с 1933 года в городе Мотриль. Занимался поэзией, писал статьи о кинематографе в различных периодических венесуэльских и испанских изданиях.
Начало Гражданской войны в Испании застал в приходе города Мотриль. 25 июля 1936 года был насильно изгнан из монастыря и расстрелян на улице республиканской милицией вместе с другими семью мотрильскими мучениками.

## Прославление
7 марта 1999 года был причислен к лику блаженных вместе с другими мотрильскими мучениками римским папой Иоанном Павлом II.
День памяти в Католической церкви — 5 мая.